# Moudros
Moudros (in greco Μούδρος?) è un ex comune della Grecia nella periferia dell'Egeo Settentrionale (unità periferica di Lemno) con 4.842 abitanti secondo i dati del censimento 2001.
È stato soppresso a seguito della riforma amministrativa, detta Programma Callicrate, in vigore dal gennaio 2011 ed è ora compreso nel comune di Lemno.
Faceva parte della Prefettura di Lesbo.

## Località
Moudros è suddiviso nelle seguenti località (i nomi dei villaggi tra parentesi):
- Fisini (Fisini, Agia Sofia)
- Kalliopi
- Kaminia (Kaminia, Voroskopos)
- Kontopouli (Kontopouli, Agios Alexandros, Agios Theodoros)
- Lychna (Lychna, Anemoessa)
- Moudros (Moudros, Koukonisi)
- Panagia (Panagia, Kortisonas)
- Plaka
- Repanidi (Repanidi, Kotsinos)
- Roussopouli
- Romano
- Skandali